# Sierra Mojada
Sierra Mojada là một đô thị thuộc bang Coahuila, México. Năm 2005, dân số của đô thị này là 5245 người.